# Eutelia blandula
Eutelia blandula är en fjärilsart som beskrevs av Herrich-Schäffer 1868. Eutelia blandula ingår i släktet Eutelia och familjen nattflyn. Inga underarter finns listade i Catalogue of Life.